# Wellford
Wellford es una ciudad ubicada en el condado de Spartanburg en el estado estadounidense de Carolina del Sur. La ciudad en el año 2000 tiene una población de 2.030 habitantes en una superficie de 5.3 km², con una densidad poblacional de 383.7 personas por km². 

## Geografía
Wellford se encuentra ubicada en las coordenadas 34°57′4″N 82°5′55″O / 34.95111, -82.09861. Según la Oficina del Censo, la ciudad tiene un área total de 5,3 km² (2 mi²), de la cual 5,3 km² (2 mi²) es tierra y 0 km² (0 mi²) (0.0%) es agua.

## Demografía
En el 2000 la renta per cápita promedia del hogar era de $32.426, y el ingreso promedio para una familia era de $36.020. El ingreso per cápita para la localidad era de $16.593. En 2000 los hombres tenían un ingreso per cápita de $31.719 contra $22.756 para las mujeres. Alrededor del 12.30% de la población estaba bajo el umbral de pobreza nacional. 

### Localidades adyacentes
El siguiente diagrama muestra a las localidades en un radio de 12 kilómetros (7,5 mi) de Wellford.